# Hilarempis trochanterata
Hilarempis trochanterata är en tvåvingeart som beskrevs av Smith 1969. Hilarempis trochanterata ingår i släktet Hilarempis och familjen dansflugor. Inga underarter finns listade i Catalogue of Life.